# Modest Iljitsch Tschaikowski

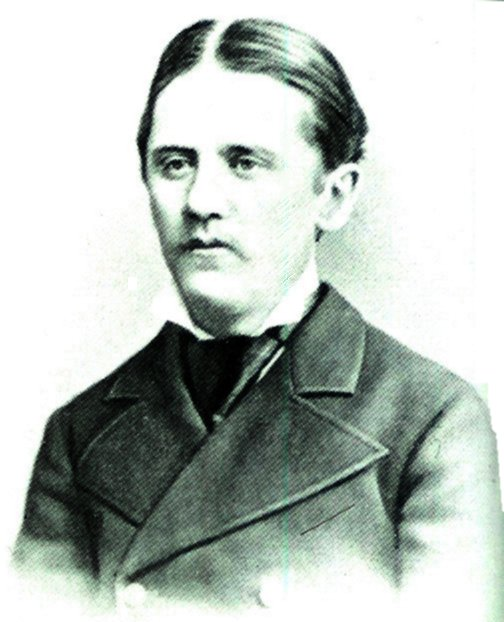
Modest Iljitsch Tschaikowski

Modest Iljitsch Tschaikowski (russisch Модест Ильич Чайковский, wiss. Transliteration Modest Il’ič Čajkovskij; * 1. Maijul. / 13. Mai 1850greg. in Alapajewsk; † 2. Januarjul. / 15. Januar 1916greg. in Moskau) war ein russischer Dramatiker, Librettist und Übersetzer. Er und sein Zwillingsbruder Anatol waren die jüngeren Brüder des Komponisten Peter Tschaikowski.

## Leben
„Ты имел несчастье родиться с душой художника, и тебя постоянно будет тянуть в этот мир высочайших духовных ценностей, но так как вместе с чуткостью артистической натуры ты не одарен никаким талантом, – то берегись, ради бога, поддаваться своим влечениям.“

„Du hattest das Unglück, mit der Seele eines Künstlers geboren zu werden, und immer wird es dich hinziehen zu der Welt der höchsten geistigen Werte: da aber gleichzeitig mit dem Zartsinn einer künstlerischen Natur du nicht überdies mit einigem Talent begabt bist, so hüte dich um Gottes Willen, dich deinen Neigungen hinzugeben.“

Wenn Peter Tschaikowski den künstlerischen Ambitionen seines Bruders anfänglich noch ablehnend gegenüberstand, so  sollte er später seine Meinung revidieren, und an die Stelle der Skepsis trat entschiedene Ermunterung.
Obwohl Modest Tschaikowski Recht studiert hatte, widmete er sein ganzes Leben der Literatur und der Musik. Er schrieb Theaterstücke, übersetzte  Shakespeare-Sonette und schrieb Opernlibretti für seinen Bruder (Pique Dame, Jolanthe), aber auch für andere Komponisten wie Nápravník, Koreschtschenko, Arenski und Rachmaninow.
1876 nahm er sich, als 25-Jähriger, der Erziehung eines achtjährigen taubstummen Knaben (Nikolai Hermanowitsch Konradi) an, nachdem er eigens nach Lyon gereist war, um sich in die Methode des Schweizer Taubstummenpädagogen Jacques Hugentobler einweihen zu lassen. Modest Tschaikowski lehrte den Jungen in drei Sprachen reden und schreiben.
Mit seinem berühmten Bruder fühlte Modest Tschaikowski sich nicht nur durch seine künstlerischen Neigungen, sondern auch durch seine Homosexualität verbunden.
Als sein Bruder starb, kaufte Modest Tschaikowski dessen Anwesen in Klin und begründete dort das Tschaikowski-Museum. Er schrieb die erste Biographie des großen Komponisten: Das Leben Peter Iljitsch Tschaikowskys, ein dreibändiges Werk von fast 1500 Seiten Umfang, das u. a. eine sehr umfangreiche Korrespondenz enthält. Diese Biographie wurde wenig nach ihrem Erscheinen von Paul Juon ins Deutsche übersetzt.

## Werk

### Dramen (Auswahl)
- Simfonija (Симфония, Sinfonie), 1890.
- Den' w Peterburge (День в Петербурге, Ein Tag in Petersburg), 1892.
- Predrassudki (Предрассудки, Vorurteile), 1893.

### Biographie
- Das Leben Peter Iljitsch Tschaikowsky's, 1900–1903 (Digitalisat: I, II). (Verfügbar in deutscher Sprache als Neuausgabe des Erstdrucks von 1900–1903. Čajkovskij-Studien, Bd. 13. Schott, Mainz 2011, ISBN 978-3-7957-0778-1).

### Libretti
- Peter Tschaikowski: Pique Dame (Uraufführung: 1890, Sankt Petersburg).

- Peter Tschaikowski: Jolanthe, nach dem dänischen Stück Kong Renés Datter (König Renés Tochter) von Henrik Hertz (Uraufführung 1892, Sankt Petersburg).

- Eduard Nápravník: Dubrowski (Uraufführung 1895, Sankt Petersburg).

- Arseni Koreschtschenko: Ledjanoj dom (Das Eishaus) (Uraufführung 1900, Moskau).

- Anton Arenski: Nal' und Damajanti, nach dem Epos Mahabharata  (Uraufführung 1904, Moskau).

- Sergei Rachmaninow: Francesca da Rimini, nach der Geschichte der Francesca da Rimini aus dem fünften Canto von Dantes epischem Gedicht Inferno (dem ersten Teil der Göttlichen Komödie) (Uraufführung 1906, Moskau).

### Übersetzungen (ins Russische)
- Sonette[2] und Richard II von William Shakespeare
- Horace von Pierre Corneille
- La cena delle beffe von Sem Benelli
- Traktate des Philosophen Kuno Fischer
- Eine Mozart-Biographie von Alexander Ulibischew (aus dem Französischen)
- Texte von Bach-Kantaten
- Das Hexenlied von Max von Schillings